# Viktar Dashkevich
Viktar Mykalaevich Dashkevich (3 de enero de 1945-31 de marzo de 2020) fue un actor de teatro bielorruso. 

## Muerte
Nació en el distrito de Chashniki y murió en marzo de 2020 en Viciebsk, después de sufrir COVID-19 (había sufrido una enfermedad pulmonar crónica durante muchos años).

## Premios
- Medalla Francis Skaryna (2010)[5]
- Diploma del Ministerio de Cultura de la República de Bielorrusia (2016)
- Artista de honor de la República de Bielorrusia (2016)[6]